# تينو بيتريلي
كان فالنتينو بيتريلي (ولد في6 أغسطس 1922 إلى 8 سبتمبر 2001 في بياتشنسا) ، المعروف باسم تينو، هو مصور إيطالي مشهور بتصويره الوثائقي.